# Xã Wilton, Quận Waseca, Minnesota
Xã Wilton (tiếng Anh: Wilton Township) là một xã thuộc quận Waseca, tiểu bang Minnesota, Hoa Kỳ. Năm 2010, dân số của xã này là 365 người.